# Zofia Baltarowicz-Dzielińska
Część zawartości tej strony może naruszać prawa autorskie.
Tekst źródłowy prawdopodobnie pochodzi z:
 oraz 
1. Nie usuwaj tego szablonu. Zostanie on usunięty, jeżeli prawa autorskie tego artykułu zostaną wyjaśnione.
2. Jeżeli potrafisz, napisz artykuł tak, aby nie naruszał praw autorskich.
3. Jeżeli masz prawa autorskie do tej treści lub masz zgodę na publikację zgodną z naszą licencją, prosimy, napisz o tym na stronie dyskusji tego artykułu i na stronie Wikipedia:Lista NPA oraz zastosuj procedurę zamieszczania haseł wcześniej opublikowanych.
4. Artykuł zostanie usunięty, jeżeli status praw autorskich do zawartych w nim treści nie zostanie wyjaśniony.

Powielanie materiałów chronionych prawami autorskimi – bez zezwolenia właściciela tych praw – jest pogwałceniem obowiązującego prawa, jest też sprzeczne z ustaleniami Wikipedii. Osobom, które regularnie wstawiają takie materiały, może zostać odebrane uprawnienie edytowania Wikipedii.

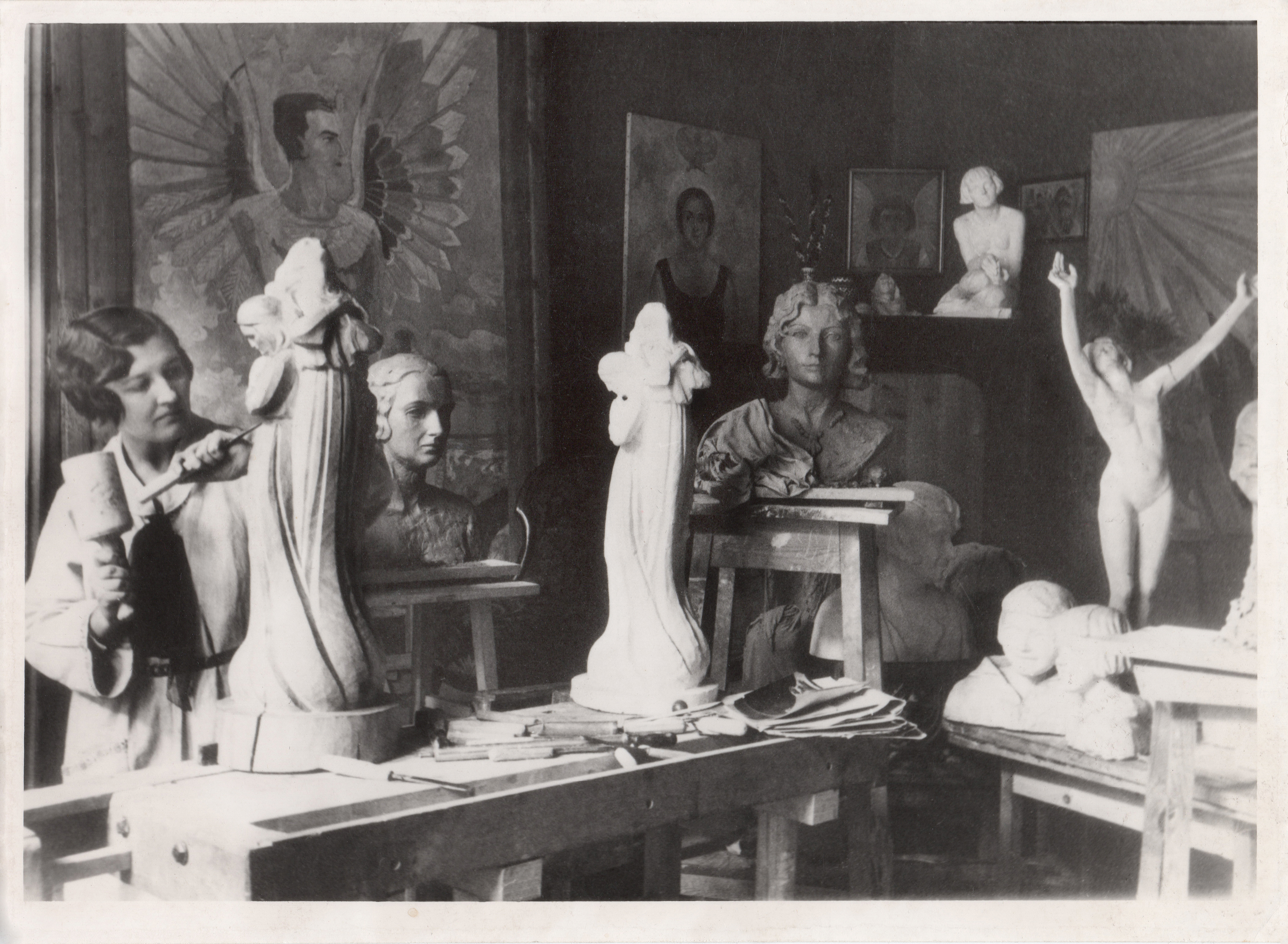
Zofia Baltarowicz-Dzielińska w swojej pracowni we Lwowie w 1931 roku

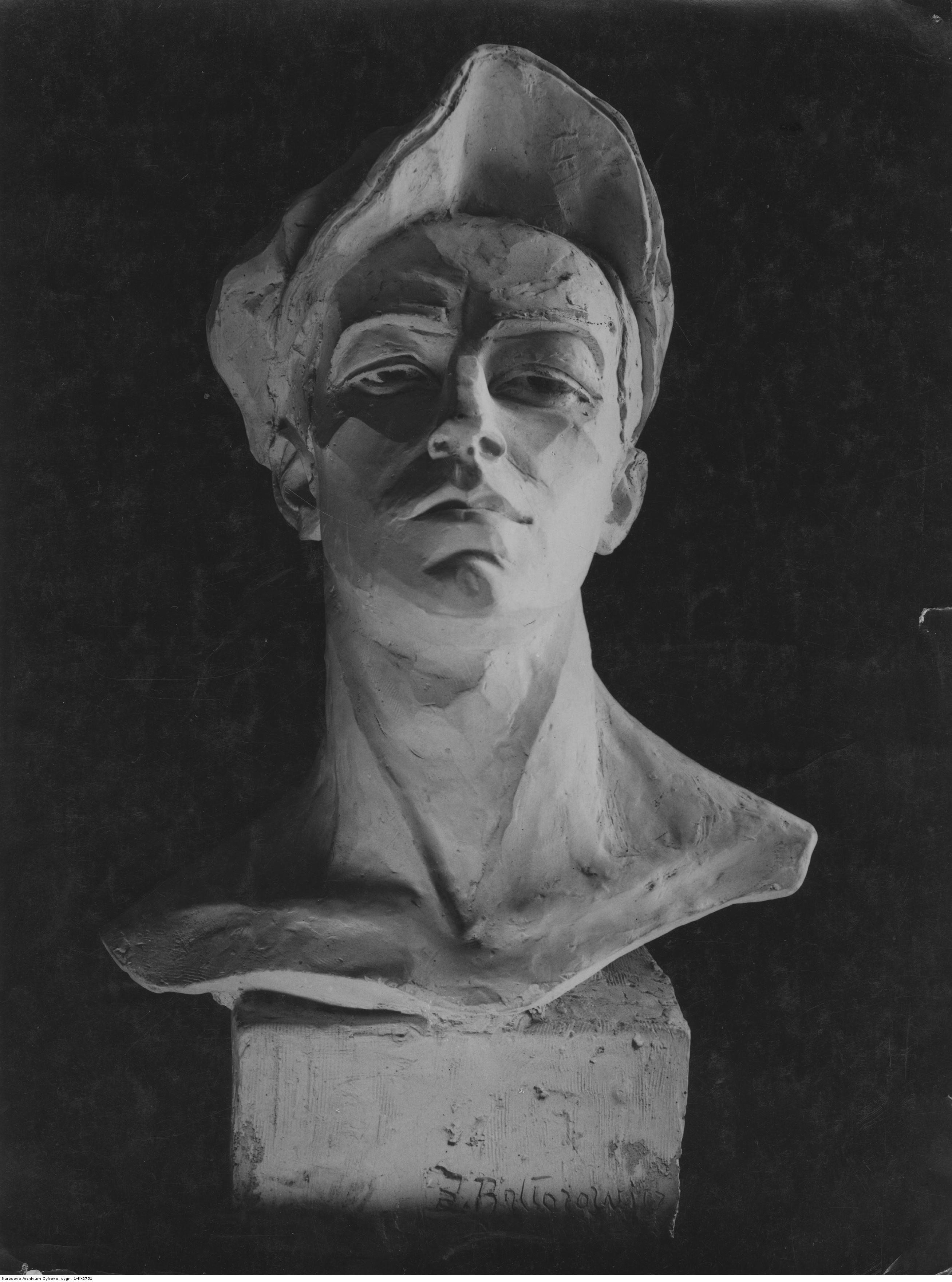
Rzeźba Zofii Baltarowicz-Dzielińskiej „Apacz”

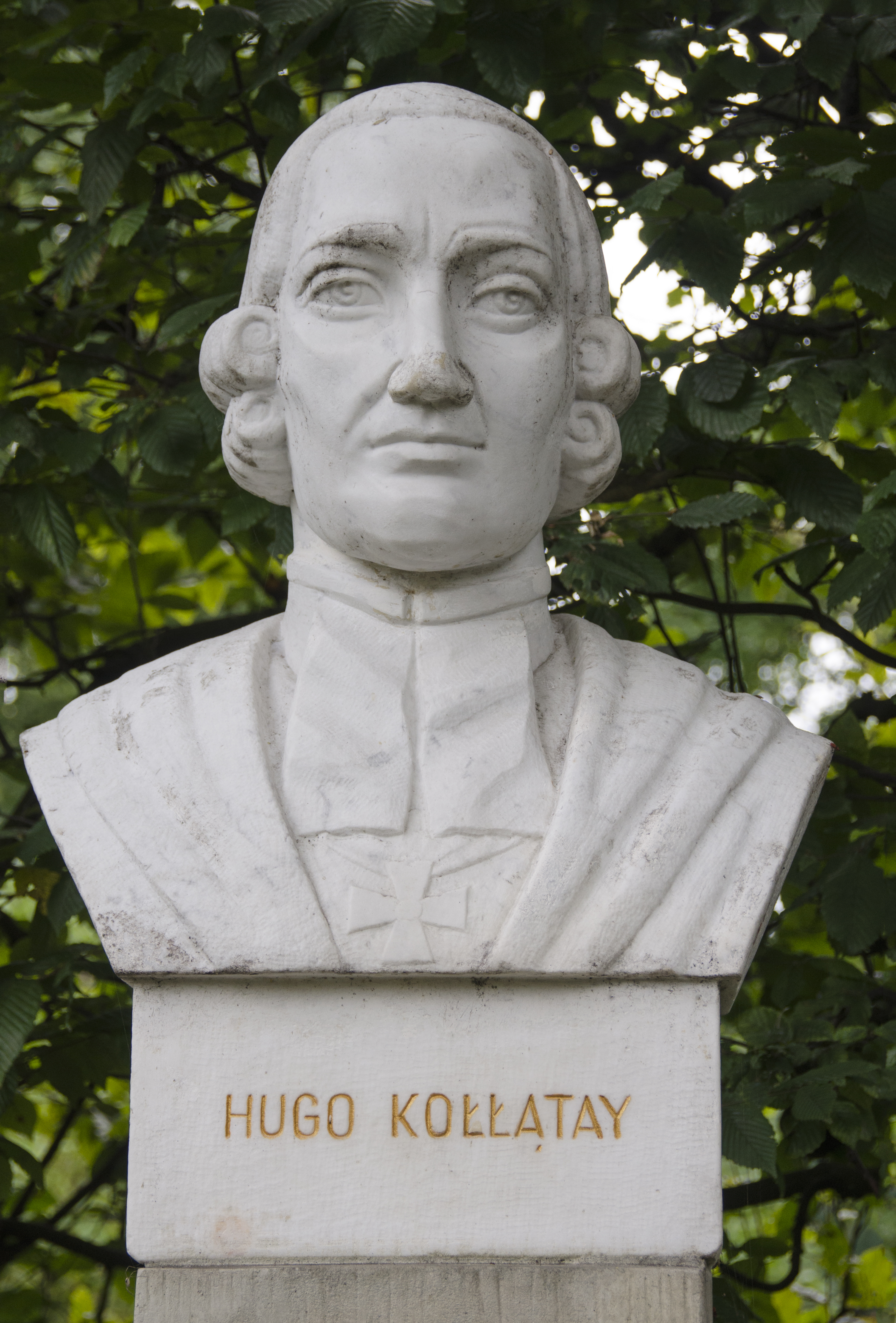
Zofia Baltarowicz-Dzielińska „Popiersie Hugo Kołłątaja”, Park Jordana, Kraków.

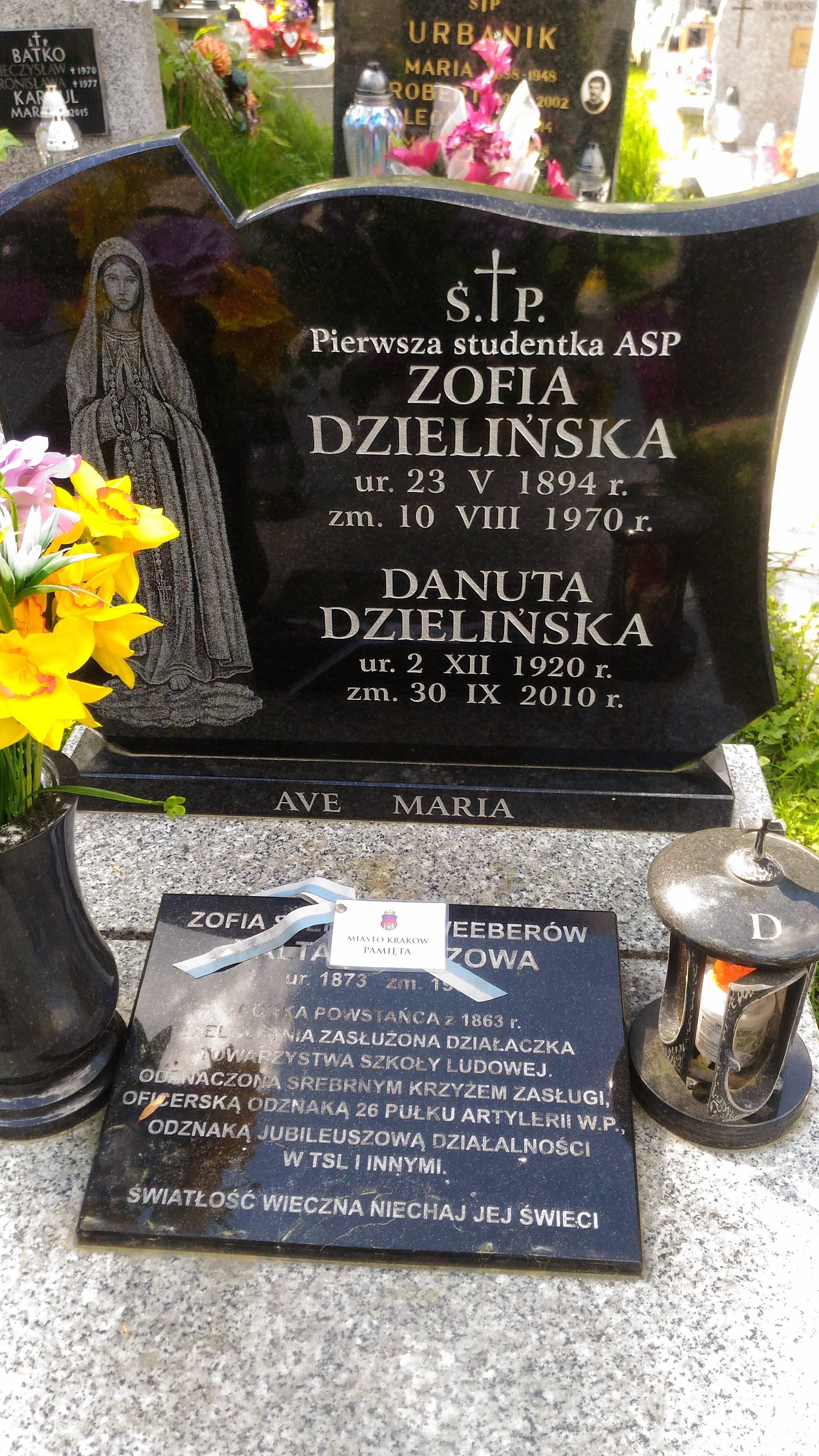
Grobowiec Zofii Baltarowicz-Dzielińskiej z 2022 r.

Zofia Baltarowicz-Dzielińska (ur. 23 maja 1894 w Jaryczowie Starym, zm. 10 sierpnia 1970 w Krakowie) – polska rzeźbiarka, pierwsza studentka na Akademii Sztuk Pięknych w Krakowie.

## Dzieciństwo
Pasję do rzeźbienia Zofia odkryła bardzo wcześnie. Kiedy miała około 4–5 lat do jej rodzinnego domu przybył szklarz, który miał uszczelnić okna przed zimą. Dziewczynka z zaciekawieniem przyglądała się pracy szklarza. Kiedy ten zobaczył zaciekawioną Zosię, wręczył jej bryłę kitu z poleceniem, aby „wyrabiała ładne figurki”. Kiedy zabrakło kitu, używała żółtej gliny wydobywanej z rowu za ogrodem domu w Jaryczowie Starym.
Pasję artystyczną Zofii popierał ojciec Jan Baltarowicz, długoletni wójt w miejscowości Jaryczów Stary oraz pszczelarz z zamiłowania. Zdecydowanie przeciwna temu była matka, Zofia Stefania z Weeberów, córka powstańca z 1863 r. Alfreda Weebera i Ignacji z Zakrzewskich Weeberowej.

Czułam jednak żal do mojej matki bezmierny. Wszystkie moje rówieśnice (…) przerabiały gimnazjum – mnie tego odmawiano – Dlaczego? Kazia, który ani nie miał zamiłowania do nauki ani zdolności posyłano do gimnazjum. Przez 9 lat repetując każdą klasę dwu albo i trzykrotnie – przerobił z trudem 4 klasy gimnazjum niższego – Mnie która zawsze każdy egzamin zdawała z postępem bardzo dobrym – odmawiano poważnych studiów – Matka motywowała swoje zacięte stanowisko w tej sprawie obawą „emancypacji”... Myśląc nad tym wszystkim doszłam do wniosku że moja matka jest głupia – Odtąd jedynie liczyłam się ze zdaniem mego ojca… chociaż jego głos nie zawsze się liczył w naszym domu...

## Nauka
W latach 1908–1912 pobierała pierwsze prywatne lekcje rysunku i malarstwa u artystki malarki, absolwentki prywatnej Akademii Sztuk Pięknych Juliena w Paryżu, Zofii Brühl-Gołąbowej, która mieszkała razem z mężem, lekarzem okręgowym, w Jaryczowie Nowym. Jeszcze przed maturą, od 1912 r. uczęszczała do prywatnej Szkoły Sztuk Pięknych artysty malarza prof. Stanisława Batowskiego we Lwowie. Naukę przerwała I wojna światowa, ale już 13 VII 1915 r. zapisała się na kursy rzeźby do prof. artysty rzeźbiarza Zygmunta Kurczyńskiego, ucznia Konstantego Laszczki, a potem Augusta Rodina. W pracowni Kurczyńskiego poznała swojego przyszłego męża, artystę malarza Kazimierza Dzielińskiego. U Kurczyńskiego uczyła się rzeźby przez rok. Równocześnie w latach 1915–1916 uczęszczała na historię sztuki do prof. Jana Bołoz-Antoniewicza i filozofię ścisłą do prof. Kazimierza Twardowskiego na Uniwersytecie Lwowskim. Następnie udało się jej wyjechać na studia do Wiednia. W latach 1916–1917 studiowała rzeźbę w Verein Kunstschule für Frauen na Stuberingu u Karla Kauffungena, profesora wiedeńskiej Akademii Sztuk Pięknych, niedostępnej wówczas dla kobiet, oraz rysunek u prof. Rothmayera. Kontynuowała w Wiedniu również naukę historii sztuki na Uniwersytecie Wiedeńskim u prof. Maxa Dworaka i Józefa Strzygowskiego, a także filozofię ścisłą u prof. Adolfa Stöhra. Na żądanie matki musiała przerwać studia. Wróciła do domu w kwietniu 1917 r. W jednym ze swoich życiorysów napisała, że oprócz obawy przed zbliżającym się frontem jako kolejny powód matka podała zły stan swego zdrowia. Jedynym wyjściem, jakie zostawało Zofii w zaistniałej sytuacji, aby nadal rozwijać swój talent, były studia na Akademii Sztuk Pięknych w Krakowie. Już w wieku 14 lat wiedziała, że chce tam studiować rzeźbę. Nie przeszkadzała jej w tym świadomość, że dostęp do akademii był zabroniony dla kobiet.

## Akademia Sztuk Pięknych w Krakowie
We wrześniu 1917 roku wsiadła do pociągu i przyjechała do Krakowa. Zameldowała się w Hotelu Drezdeńskim przy Rynku Głównym w Krakowie. Rano, swoje pierwsze kroki skierowała do Kościoła Mariackiego, a potem na plac Jana Matejki do budynku Akademii Sztuk Pięknych. Na portierni zapytała o Jacka Malczewskiego. Portier oznajmił, że akademia jest nieczynna z powodu wakacji. Zdesperowana Zofia poprosiła o prywatny adres malarza, który mieszkał wtedy przy Krupniczej 8. Malczewski, który nie był przychylny przyjmowaniu kobiet na akademię, po obejrzeniu prac Zofii skierował ją do Konstantego Laszczki z poleceniem, aby ten przyjął Zofię do swojej pracowni. Laszczka również dostrzegł talent w szkicach Zofii, jednak bał się podjęcia decyzji, dlatego odesłał Zofię do ówczesnego rektora Józefa Mehoffera. Po zapoznaniu się z pracami Zofii Mehoffer zdecydował, że zostanie przyjęta do pracowni rzeźby na okres próbny, w czasie którego będzie musiała wykonać rzeźbę. Na podstawie przygotowanej pracy rzeźbiarskiej grono pedagogów podjęło wspólną decyzję o przyjęciu Zofii na akademię. 27 października w protokole zapisano:

W końcu Rektor podaje, że wiele kobiet zgłasza się z prośbą o przyjęcie tychże na naukę do tutejszego Zakładu. Ponieważ uczęszczanie na Kursa kobietom w myśl regulaminu oraz zapadłej uchwały Grona Profesorów w przedmiocie tej sprawy jest niedozwolone, należy zgłaszającym się odmówić zezwolenia na uczęszczanie. Pozostawia się jednakże Profesorom dowolność przypuszczania kobiet i zezwalania na prywatne uczęszczanie na naukę w swoich kursach. Gremium na powyższe przedstawienia jednogłośnie zgadza się w całości.

W czasie rozpoczęcia swoich studiów Zofia była jedyną kobietą na 80 studiujących wtedy mężczyzn.
Oficjalna decyzja o przyjęciu kobiet na Akademię Sztuk Pięknych w Krakowie zapadła na posiedzeniu grona profesorów 14 grudnia 1918 roku. Jeszcze przed oficjalnym pozwoleniem prof. Wojciech Weiss przyjął do swojej pracowni koleżankę Zofii ze Lwowa (którą poznała na lekcjach u prof. St. Batowskiego), Izabellę Polakiewicz, a potem Zofię Rudzką. W 1918 roku Zofia przystąpiła do Tajnej Organizacji Wojskowej. W wyniku udziału w jednej z akcji, gdzie pełniła misję kurierki zachorowała i trafiła na trzy miesiące do szpitala. Kiedy wróciła w marcu 1919 r., w pracowni Laszczki były obecne inne studentki: Zofia Mars, Natalia Milan, Janina Reichert, Roma Szereszewska. Potem pojawiła się Olga Niewska i Izabella Koziebrodzka. Potem pojawiły się na akademii kolejne kobiety: Helena Loria, Irena Bojarska-Czarnota, Irena Borzęcka-Kozłowska.
Zofia studiowała na akademii do 1920 roku, potem przerwała naukę i wróciła w rodzinne strony. Tam wyszła za mąż za Kazimierza Dzielińskiego oraz urodziła córkę Danutę Dzielińską (2 grudnia 1920 r. we Lwowie). Wróciła do Krakowa w 1945 roku. W wieku 52 lat (w 1946 r.) zapisała się ponownie na akademię w celu zdobycia świadectwa ukończenia Akademii Sztuk Pięknych w Krakowie. Udało jej się to w 1948 roku. Dzięki temu mogła zostać członkinią Związku Polskich Artystów Plastyków, co gwarantowało jej większe możliwości w życiu artystycznym.
Mimo trudności finansowych do końca życia Zofia Baltarowicz-Dzielińska rzeźbiła, nie rezygnując ze swojej pasji. Zmarła 10 sierpnia 1970 roku w Krakowie. Została pochowana na cmentarzu Rakowickim przy ul. Prandoty w Krakowie, gdzie obecnie (w tym samym grobie) spoczywa jej córka, również rzeźbiarka i absolwentka ASP w Krakowie Danuta Dzielińska.

## Odznaczenia
- Krzyż Walecznych (za służbę w 1918 jako kurierka)[15]

## Dokumenty źródłowe
- Archiwum Akademii Sztuk Pięknych w Krakowie[16]
- Pracownia Dokumentacji Plastyki Współczesnej, Instytut Sztuki PAN, Warszawa[17]
- Zbiory Specjalne, Instytut Sztuki PAN, Warszawa[18]
- Archiwum TPSP w Krakowie (Pałac Sztuki)

## Prace w zbiorach
- Muzeum Narodowe w Krakowie (Portret dziewczyny)
- Muzeum ASP w Krakowie
- Muzeum Zamoyskich w Kozłówce (Avicenna, nr inw. MPK/SW/766)